# Enamorándome de Ramón
Enamorándome de Ramón est une telenovela mexicaine produite par Televisa Lucero Suárez en 2017. Il est une adaptation de la telenovela vénézuélienne Tomasa Tequiero, original Doris Segui.
José Ron et Esmeralda Pimentel, avec les actions antagonistes Nuria Bages, Marcelo Córdoba. Il a également l'excellente performance de Marisol del Olmo, Arturo Carmona et Lisset.

## Synopsis
Fabiola et Andrea dormaient lorsque leurs parents ont été tués dans un accident aérien. Ils ont été tous les deux surpris ainsi que leur grand-mère Hortensia, quand ils ont appris que la bénéficiaire de leur héritage est ni plus ni moins que Juana, la femme humble qui était employée comme leur nourrice.
Toute la famille Medina est indignée par cette nouvelle.

## Distribution
- José Ron - Ramón López Ortiz
- Esmeralda Pimentel - Fabiola Medina Fernández
- Marisol del Olmo - Juana López Ortiz
- Nuria Bages - Hortensia Vda. de Medina
- Marcelo Córdoba - Julio Medina
- Arturo Carmona - Antonio Fernández
- Lisset - Virginia Davis de Medina
- Luz Elena González - Roxana Fernández
- Carlos Bracho - Pedro
- Fabiola Guajardo - Sofía Vásquez
- Alejandro Ibarra - Porfirio
- Pierre Angelo - Benito
- Bárbara Torres - Luisa
- Claudia Martín - Andrea Medina Fernández
- Pierre Louis - Jorge Medina
- María Alicia Delgado - Fredesvinda
- Rebeca Mankita - Emilia
- Sachi Tamashiro - Margarita Medina
- Gonzalo Peña - Francisco Santillana
- Alfredo Gatica - Rulo
- Ana Jimena Villanueva - Dalia
- Diego Escalona - Diego Fernández
- Sugey Ábrego - Adalgisa
- Alejandro Valencia - Valente Esparza
- Iván Amozurrutia - Osvaldo Medina
- Steph Bumelcrownd - Sara
- Marlene Kalb - Susana
- Jorge Ortín - Lucho
- Alejandro Peniche - Agustín
- Fernanda Vizzuet - Verónica
- Alejandro Muela - Alfonso "Poncho"
- Solkin Ruz - Salvador "Chava"
- José Luis Badalt - Darío
- Eduardo Shacklett - Ricardo Medina
- Lupita Jones - Katy Fernández de Medina
- Benny Ibarra - Rosendo Vásquez "El Bocanegra"

## Diffusion
- Las Estrellas (2017)

## Autres versions
- Tomasa Tequiero (Venevisión, 2009-2010)

### Sources
- (en) Cet article est partiellement ou en totalité issu de l’article de Wikipédia en anglais intitulé « Enamorándome de Ramón » (voir la liste des auteurs).